# Joseph McCarthy

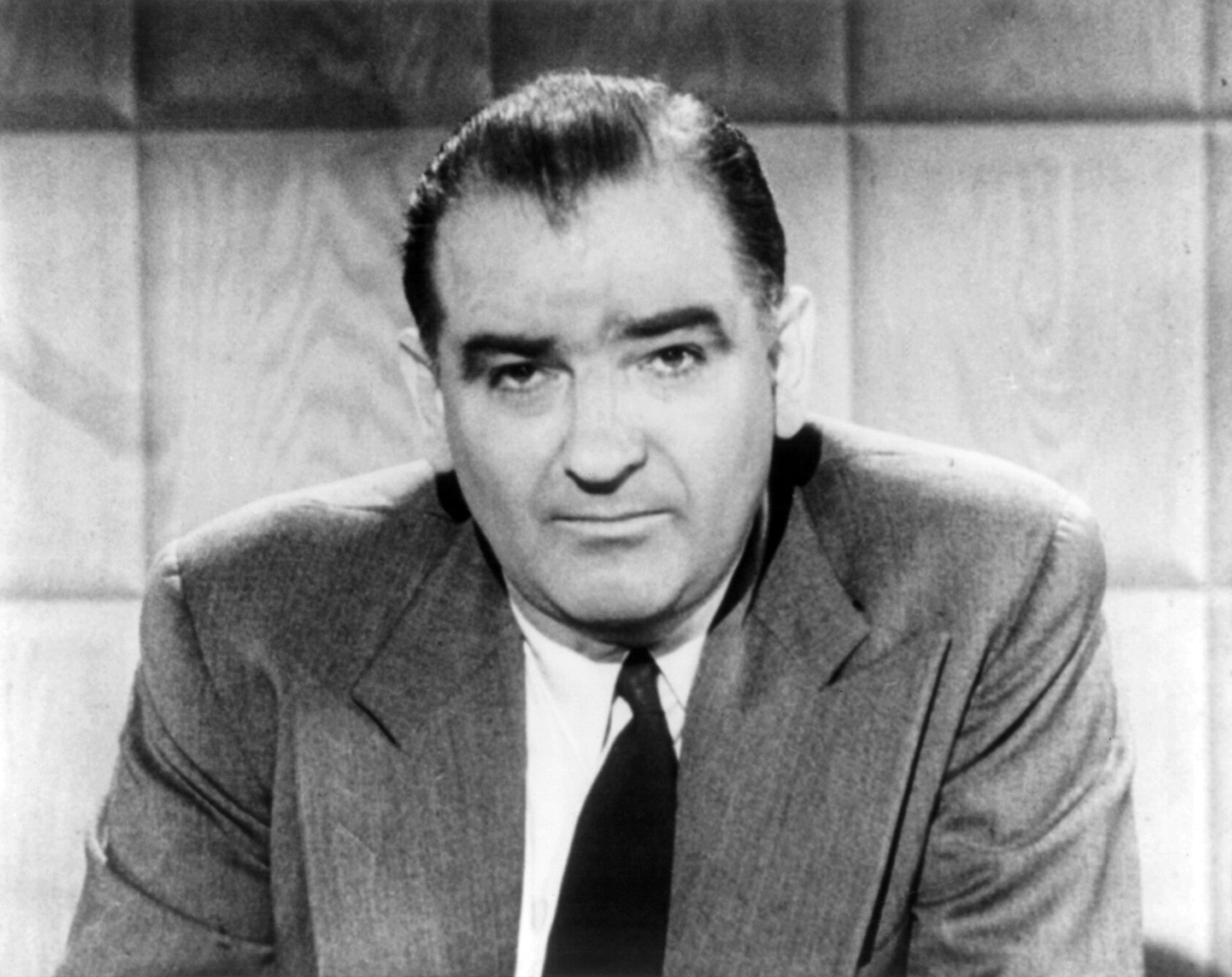
Joseph McCarthy (1954)

Joseph Raymond „Joe“ McCarthy (* 14. November 1908 in Grand Chute, Wisconsin; † 2. Mai 1957 in Bethesda, Maryland) war ein US-amerikanischer Politiker. Er gehörte der Republikanischen Partei an und wurde bekannt durch seine von 1950 bis 1954 dauernde Kampagne gegen eine angebliche Unterwanderung des Regierungsapparates der Vereinigten Staaten durch Kommunisten und Homosexuelle. Nach ihm benannt ist die so genannte McCarthy-Ära der frühen 1950er Jahre, in der antikommunistische Verschwörungstheorien und Denunziationen das politische Klima in den USA bestimmten.

## Leben

### Anfänge

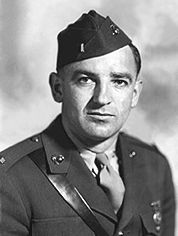
„Tail-Gunner Joe“: McCarthy in Uniform

McCarthy wurde als fünftes von sieben Kindern streng katholischer Farmer geboren. Um zum Unterhalt der Familie beizutragen, brach er 1922 die Schule vorzeitig ab und betrieb unter anderem eine kleine Geflügelzucht und einen Lebensmittelladen. Er holte seinen High-School-Abschluss 1928 in nur einem Jahr nach und nahm ein Jurastudium an der Marquette-Universität auf. Ab 1935 war er als Rechtsanwalt tätig, 1939 wurde er zum Bezirksrichter von Wisconsin gewählt. 1942 meldete er sich zum Einsatz im Zweiten Weltkrieg und wurde als Nachrichtenoffizier im Rang eines Leutnants der US-Luftstreitkräfte eingesetzt. In der Heimat stilisierte er sich durch geschickte Publicity und Manipulation zum kampferfahrenen Heckschützen eines Bombers „Tail-Gunner Joe“, inklusive angeblicher Verwundung im Gefecht mit (gefälschter) späterer Belobigung; tatsächlich hatte er bei der Truppe einen Partyunfall. An ernsthaften Kampfeinsätzen war er aufgrund seiner Dienststellung kaum mit persönlichem Risiko beteiligt; „Bordschütze“ beim Marine Corps auf Bougainville war er nur im bereits militärisch gesicherten Hinterland, wo er Zivilschäden anrichtete.
Nach seiner Rückkehr nutzte McCarthy sein fabriziertes Image als Kriegsheld bei den Vorwahlen der Republikaner von Wisconsin: „Wisconsin needs a tail-gunner“ war der Claim seiner Kampagne. Sein Gegenkandidat, Senator Robert M. La Follette junior, der altersbedingt nicht am Weltkrieg hatte teilnehmen können, konnte dem wenig entgegensetzen. Dass La Follette von 1934 bis 1944 die Wisconsin Progressive Party vertreten hatte und erst kurz zuvor zu den Republikanern zurückgekehrt war, kostete ihn weitere Sympathien beim Parteivolk. McCarthy, der zudem verbreitete, La Follette sei ein Kriegsgewinnler gewesen, gewann knapp die Vorwahlen. Im November 1946 setzte er sich bei der Senatswahl mit 61,2 % der Stimmen gegen seinen demokratischen Konkurrenten Howard McMurray durch, weil er wahrheitswidrig behauptet hatte, die Kommunisten hätten McMurrays Wahlkampagne finanziert.

### Die ersten Jahre in Washington
Den 80. Kongress der Vereinigten Staaten (1947–1948) dominierten die Republikaner, die erstmals seit 1933 die Mehrheit in beiden Kammern stellten. Als jüngster Senator verstand es McCarthy schnell, sowohl durch zahlreiche Gesetzesinitiativen als auch durch beste Kontakte zur Presse (darunter der Kolumnist Jack Anderson, später sein erbitterter Gegner) und zu den Spitzenleuten der Republikanischen Partei sein Image als Mann mit großer politischer Zukunft auszubauen. Die konservative Saturday Evening Post beschrieb ihn im August 1947 als „bemerkenswerten Neuling im Senat“.
Politisch harmonierte McCarthy in den meisten Fragen mit dem konservativen Flügel der Republikaner um deren Senatsführer Robert Taft. Die Themen, denen er sich besonders widmete, wurden von den Sorgen der unmittelbaren Nachkriegszeit bestimmt: Er setzte sich für ein schnelles Ende der Rationierung von Zucker ein und engagierte sich für das Überwinden der prekären Wohnungssituation in weiten Teilen der USA. Politische Gegner warfen ihm später vor, in beiden Feldern als Lobbyist agiert zu haben, in der Zuckerfrage für Pepsi-Cola und in der Wohnungsfrage für ein Bauunternehmen aus Ohio.
Frühzeitig trat McCarthy auch mit scharf antikommunistischen Äußerungen hervor. Er sprach sich schon 1947 für ein Verbot der Kommunistischen Partei der USA (CPUSA) aus und erklärte im Juli desselben Jahres:

„Wir befinden uns bereits seit einiger Zeit im Krieg mit Russland, und Russland ist dabei, diesen Krieg schneller zu gewinnen, als dies uns selbst am Ende des letzten Krieges gelang – so dass wir dabei sind, diesen zu verlieren.“

1949 wurde McCarthy von dem Strafverteidiger der Angeklagten im Malmedy-Prozess Rudolf Aschenauer kontaktiert und brachte daraufhin dessen Vorwurf, dass die darin vorgebrachten belastenden Aussagen durch Folter zustande gekommen seien, in einer Anhörung des Senats vor.
Mit seiner ruppigen und bedenkenlosen Art hatte sich McCarthy in Washington wenig Freunde gemacht. Zwei Jahre vor dem Ende seiner ersten Amtszeit, 1950, fehlte ihm noch ein Thema, das ihm Popularität und die Wiederwahl sichern konnte.

### McCarthys antikommunistische Kampagne

#### Beginn
McCarthy begann seine Kampagne gegen die angebliche Unterwanderung des Regierungsapparats durch Kommunisten Anfang 1950. Vor dem Republican Women’s Club in Wheeling, West Virginia, erklärte er am 9. Februar 1950, er sei im Besitz einer Liste mit den Namen von 205 Personen, von denen der demokratische Außenminister Dean Acheson wisse, dass es sich bei ihnen um „Mitglieder der Kommunistischen Partei“ handle und die „dennoch weiterhin im Außenministerium arbeiten und dessen Politik mitbestimmen“ dürften. Teile der Rede waren wörtliche Übernahmen aus einer Rede Richard Nixons, die einen ähnlich Tenor hatte.
McCarthy war nicht imstande, seine Behauptung zu untermauern und konkrete Namen zu nennen. In den folgenden Wochen variierte er seine Angaben zur Zahl der ihm angeblich namentlich bekannten Kommunisten im Staatsdienst erheblich. Tatsächlich existierte eine solche Namensliste überhaupt nicht. Dennoch stießen seine Äußerungen auf großes Echo in Medien und Gesellschaft. Im aufgeheizten Klima der Frühphase des Kalten Krieges wirkte die indirekte Beschuldigung, der amtierende amerikanische Außenminister decke eine kommunistische Unterwanderung seines Ministeriums, sensationell. Nicht wenige Menschen waren geneigt, McCarthy Glauben zu schenken, weil sie sich die jüngsten Erfolge des lange Zeit in wissenschaftlichen und militärischen Belangen als hoffnungslos rückständig angesehenen kommunistischen Lagers nur durch Verrat und verdeckte Kollaboration von Amerikanern erklären konnten.
Erst im September 1949 war es der Sowjetunion gelungen, erfolgreich eine eigene Atombombe zu testen; Schlagzeilen über das Geständnis des deutsch-britischen Atomspions Klaus Fuchs bestätigten Anfang Februar 1950 den in der amerikanischen Öffentlichkeit grassierenden Verdacht, diese Entwicklung sei durch Geheimnisverrat aus dem Westen ermöglicht worden. Außerdem hatte Mao Zedong am 1. Oktober 1949 die Volksrepublik China proklamiert und damit den für die meisten Amerikaner gleichsam überraschenden wie schockierenden Sieg der Kommunisten im chinesischen Bürgerkrieg markiert. In Ostasien standen zudem direkte militärische Auseinandersetzungen der beiden politischen Systeme in Form des Koreakrieges unmittelbar bevor. Im März 1950 gab der stellvertretende Unterstaatssekretär John Emil Peurifoy bekannt, dass man tatsächlich 91 Mitarbeiter habe entlassen müssen. Das betraf zwar keine Kommunisten, sondern Homosexuelle, denen man unterstellte, erpressbar zu sein, und fand auch deutlich vor McCarthys Auftritt statt, trug aber dazu bei, dass seine Behauptungen glaubwürdig wirkten. Ein republikanischer Kongressabgeordneter lobte McCarthy dafür, dass er das Außenministerium gezwungen hätte, die 91 Männer zu entlassen.
Die Wheeling-Rede und einige öffentliche Auftritte, die ihr folgten, machten den zuvor weitgehend unbekannten Senator aus Wisconsin innerhalb weniger Tage zu einem begehrten Interviewpartner. Vielen Zeitungen waren McCarthys Anschuldigungen Schlagzeilen wert. Im Rahmen einer seiner regelmäßigen Pressekonferenzen sah sich Präsident Harry S. Truman bereits am 16. Februar dazu gedrängt, auf McCarthys mehrfache Stellungnahmen über Kommunisten im Außenministerium zu reagieren, indem er erklärte, diese enthielten „nicht ein wahres Wort“.
Von Journalisten dazu aufgefordert, seine Behauptungen über Kommunisten im Außenministerium zu belegen, erklärte McCarthy auf einer eigenen Pressekonferenz, er werde dem Senat auf Wunsch „detaillierte Informationen“ hierüber präsentieren. Noch im Februar 1950 bildete der Ausschuss für auswärtige Angelegenheiten des Senats daher einen betreffenden Unterausschuss, das Subcommittee on the Investigation of Loyalty of State Department Employees („Unterausschuss zur Überprüfung der Staatstreue von Angestellten des Außenministeriums“), besser bekannt unter der Bezeichnung Tydings Committee (Tydings-Ausschuss) – benannt nach seinem Vorsitzenden, dem demokratischen Senator Millard Tydings. Dieser Unterausschuss verlangte von McCarthy, die Namen der angeblichen Kommunisten im State Department zu nennen, doch der Senator konnte nur wenige verdächtige Beamte namhaft machen. Nach fünf Monaten intensiver Untersuchungen kam das Tydings-Komitee in einem am 17. Juli 1950 veröffentlichten Bericht zu dem Ergebnis, dass die von McCarthy genannten Personen weder Kommunisten seien noch mit dem Kommunismus sympathisierten. McCarthys Beschuldigungen seien „Betrug und Schwindel, die am US-Senat und dem amerikanischen Volk verübt worden“ seien. Der Bericht war von den drei demokratischen Ausschussmitgliedern unterzeichnet worden, nicht jedoch von den zwei Republikanern im Komitee. Noch vor Veröffentlichung des Berichts protestierte Margaret Chase Smith im Senat gegen McCarthys Methoden: 

„Ich möchte die Republikanische Partei nicht mit den vier apokalyptischen Reitern der Verleumdung – Furcht, Unwissenheit, Fanatismus und Verunglimpfung – zum politischen Sieg reiten sehen.“

Damit blieb die gemäßigte Republikanerin in ihrer Partei aber in der Minderheit. Niemand wagte, sich McCarthy entgegenzustellen. Tydings selbst wurde wegen seiner Kritik an ihm nicht wiedergewählt. Im September 1950 hob der Kongress Trumans Veto gegen den McCarran Internal Security Act auf, der somit in Kraft trat: Kommunisten mussten sich beim Justizministerium registrieren lassen, und ein Loyalty Board zur Überprüfung aller Bundesbediensteten wurde eingerichtet.
Das Tydings Committee hatte McCarthy die Publizität gegeben, die er sich gewünscht hatte. McCarthy setzte seine Kampagne mit unverminderter Heftigkeit fort. So beschuldigte er etwa den bekannten liberalen Kolumnisten Drew Pearson, ein „von Moskau gesteuerter Rufmörder“ zu sein, der den ehemaligen Verteidigungsminister James V. Forrestal „zu Tode gehetzt“ habe. Forrestal hatte sich, an einer schweren Depression erkrankt, im Mai 1949 aus dem sechzehnten Stock des Marinekrankenhauses in Bethesda gestürzt. General George C. Marshall, der demokratische Ex-Außenminister, wurde von McCarthy im Juni 1951 verdächtigt, mit den Kommunisten im Bunde zu stehen, denn 1947 hatte der spätere Friedensnobelpreisträger empfohlen, die Militärhilfe für die nationalchinesische Bewegung Chiang Kai-sheks einzustellen. Die seines Erachtens kritische Lage der Nation könne nur mit bösen Absichten erklärt werden, die in der Truman-Regierung insgeheim verfolgt würden:

„Das muss das Ergebnis einer großen Verschwörung von derart gewaltigem Ausmaß sein, dass es jedes frühere ähnliche Unternehmen in der Menschheitsgeschichte lächerlich klein erscheinen lässt. Eine Verschwörung der Schande, so finster, dass ihre Führer, wenn sie einmal aufgedeckt worden sein wird, für immer den Fluch aller rechtschaffenen Menschen verdienen. […] Was soll man zu dieser ununterbrochenen Serie von Entscheidungen und Handlungen sagen, die zu einer Strategie der Niederlage beitragen? Man kann sie nicht auf Inkompetenz zurückführen […] Nach den Gesetzen der Wahrscheinlichkeit müsste dann ja wenigstens ein Teil […] der Entscheidungen den Interessen des Landes dienen.“

Im Wahlkampf 1952 konzentrierte McCarthy seine Angriffe auf den demokratischen Präsidentschaftskandidaten Adlai Stevenson, aus dessen diversen Beziehungen zu ehemaligen Linken er eine „guilt by association“ konstruierte: Weil sich seine Mitarbeiter und Bekannten nicht eindeutig gegen den Kommunismus positioniert hätten, mache sich auch Stevenson einer Unterstützung des Kommunismus schuldig. Im Januar 1954 diffamierte McCarthy in einer Pressekonferenz schließlich die gesamte Regierungszeit der demokratischen Präsidenten Roosevelt und Truman seit 1933 als „zwanzig Jahre Hochverrat“. Vor Verleumdungsklagen war McCarthy bei all diesen ehrverletzenden Behauptungen stets geschützt, weil er als Senator politische Immunität genoss.

#### Vorsitzender desGovernment Operations Committee
Im November 1952 gewann der Kandidat der Republikanischen Partei Dwight D. Eisenhower die Präsidentschaftswahlen, die Republikaner erreichten eine knappe Mehrheit in beiden Kammern des Kongresses. Umstritten ist, ob McCarthys Kampagne ihnen dabei geschadet oder genutzt hat. Kandidaten, die eng mit ihm verbunden waren, schnitten schlechter ab als solche, die größere Distanz gewahrt hatten. Auch die Wahlergebnisse aus Wisconsin rechtfertigen Zweifel an McCarthys damaliger Popularität: Im Heimatstaat des Senators wurde der moderate Eisenhower mit 61 % der Stimmen gewählt, während McCarthy selbst bei seiner Wiederwahl nur 54,2 % der Stimmen erzielte, sieben Prozentpunkte weniger als bei seiner ersten Wahl, sein demokratischer Gegenkandidat Thomas E. Fairchild erhielt 45,6 % Die Politikwissenschaftler Adam J. Berinsky und Gabriel S. Lenz kommen in ihrer Analyse der Wahlergebnisse von 1950 und 1952 zu dem Ergebnis, dass die Abneigung gegen die Demokraten im Wahlvolk wichtiger war als der Einfluss McCarthys.
Dennoch herrschte in der Republikanischen Partei die Überzeugung vor, der Wahlerfolg sei zumindest zum Teil dem Thema Antikommunismus im Allgemeinen und McCarthy im Besonderen geschuldet. Als Dankesgeste wurde McCarthy 1953 von der Parteiführung der begehrte Posten des Vorsitzenden eines Senatsausschusses offeriert – allerdings nur für das eher unbedeutende Government Operations Committee (GOC). Ein Ziel war dabei bereits, den als mögliche Kompromittierung empfundenen Parteifreund von weiteren politischen Eskapaden abzuhalten und in parlamentarischer Routinearbeit dort einzubinden, „wo er keinen Schaden anrichten kann“, wie es der republikanische Mehrheitsführer Taft ausdrückte. McCarthy trat öffentlichen Spekulationen, er werde sich in Zukunft weniger mit der kommunistischen Bedrohung der USA auseinandersetzen, sofort entschieden entgegen.
Aufgabe des Ausschusses war eine allgemeine Kontrolle staatlicher Behörden und Institutionen. McCarthys Interesse lag vor allem darin, dessen 1952 eingerichteten Ständigen Unterausschuss für Untersuchungen (Permanent Subcommittee on Investigations) zu einem Instrument zur Erforschung der von ihm behaupteten kommunistischen Unterwanderung der amerikanischen Gesellschaft zu machen und dabei öffentlichkeitswirksame Gesinnungsprüfungen innerhalb des Regierungsapparates durchzuführen. McCarthys Ausschuss rivalisierte dabei mit dem Ausschuss für unamerikanische Umtriebe des Repräsentantenhauses (HUAC) und dem Justizministerium darum, wer die sensationellsten Schlagzeilen bekam. Im HUAC hatte Eisenhowers Vizepräsident Richard Nixon von 1948 an eine Rolle gespielt, wie McCarthy sie jetzt für sich selbst im GOC ausmalte. In der Öffentlichkeit wurden beide Ausschüsse daher später oft verwechselt.
McCarthy nutzte die neuen Vorrechte eines Ausschussvorsitzenden dazu aus, den Kurs des Unterausschusses fast im Alleingang zu bestimmen. So überraschte er selbst dessen republikanische Mitglieder oft dadurch, dass er ihnen erst am Tage einer Anhörung den Gegenstand der Beratungen offenbarte. Mit einigem Geschick formte er außerdem in kürzester Zeit einen schlagkräftigen Stab, indem er junge, ambitionierte Juristen wie Roy Cohn und Robert F. Kennedy engagierte. Innerhalb weniger Wochen entwickelte McCarthy ein so breit gefächertes Interesse an der Kontrolle von Regierung und Behörden, dass die spektakulären und fast täglich abgehaltenen Anhörungen seines Unterausschusses im ersten Halbjahr 1953 sein Image bis heute entscheidend prägen. Cohn wurde sehr bald zu McCarthys wichtigstem Mitarbeiter, der großen Einfluss auf den Gang dieser Untersuchungen gewann.
Insgesamt wurden während McCarthys Amtszeit als Ausschussvorsitzender 653 Zeugen vorgeladen, deren Bürgerrechte systematisch missachtet wurden. Die Anhörungen nahmen den Charakter von Gerichtsverhandlungen an, mit dem Unterschied, dass an ihrem Ende nicht eine rechtskräftige Verurteilung oder ein Freispruch stand, sondern häufig der Ruin des Rufes und des öffentlichen Ansehens, wogegen den Betroffenen keine Rechtsmittel zur Verfügung standen. Beriefen sie sich auf ihr im 5. Verfassungszusatz verbrieftes Recht, die Aussage zu verweigern, gab McCarthy ihre Namen der Öffentlichkeit preis und beschimpfte die Personen als „5. Zusatz-Kommunisten“. In seiner Rolle als Ankläger und Richter in einer Person stilisierte er sich selbst zum Bewahrer US-amerikanischer Werte, zum Beschützer vor der „Roten Gefahr“. Dabei nahm er auch keine Rücksicht auf die Tatsache, dass die Regierung nun von seiner eigenen Partei gestellt wurde. Die Protokolle der in nichtöffentlichen Sitzungen („Executive Sessions“) abgehaltenen Anhörungen wurden erst im Jahr 2003 für die Öffentlichkeit freigegeben.

#### Anhörungen zurVoice of Americaund demUS Information Service
In der ersten Jahreshälfte 1953 profilierte sich McCarthy vor allem mit Anhörungen über die International Information Administration (IIA). Die Behörde mit halbautonomem Status im State Department beschäftigte zu Beginn des Jahres 1953 weltweit rund 10.000 Mitarbeiter und verfügte über einen Etat von 100 Millionen Dollar. Neben dem Radiodienst der Voice of America (VoA), der Sendungen in 40 Sprachen für potentiell 300 Millionen Hörer produzierte, gehörte in ihren Verantwortungsbereich vor allem der United States Information Service (USIS, auch Foreign Information Service, FIS genannt). In dessen annähernd 200 Information Centers im Ausland waren die unterschiedlichsten Kultur-, Informations- und Weiterbildungsprogramme lokalisiert. Stark frequentiert wurden dabei insbesondere die Bibliotheken dieser auch als Amerika-Häuser bezeichneten Einrichtungen. Allein 41 Information Centers waren mit Blick auf die Reeducation in der Bundesrepublik Deutschland und in West-Berlin eingerichtet worden. Seit 1945 war es fast schon Tradition unter Republikanern im Kongress geworden, das Personal von VoA und USIS als kommunistisch unterwandert und das ganze Programm als eine einzige gigantische Misswirtschaft zu brandmarken – ein Leitmotiv, das nun von McCarthy aufgegriffen wurde.
McCarthy erklärte am 12. Februar 1953, sein Komitee werde sich mit sofortiger Wirkung mit „Missmanagement, Subversion und Vetternwirtschaft“ innerhalb der VoA beschäftigen. Einer der Vorwürfe lautete, dass ihr Programm zu stark links orientiert sei. Belegt wurde dies mit einer IIA-Instruktion, wonach Werke des kommunistischen Schriftstellers Howard Fast (Spartacus) als Demonstrationsmaterial benutzt werden konnten. McCarthy verschwieg, dass die Erlaubnis, Werke von Fast zu verwenden, im Kontext einer tatsächlich gegen kommunistische Autoren und deren Werke zielenden IIA-Richtlinie lediglich als Ausnahmefall aufgeführt worden war.
In den sechs Wochen andauernden, zum Teil vom Fernsehen übertragenen Anhörungen dehnte er seine Untersuchung gleich auf das gesamte Foreign Information Program des United States Information Agency aus. Er schuf dabei mit seinem Komitee ein Forum, in dem selbst extreme und ehrverletzende Beschuldigungen aufmerksame Zuhörer fanden. Statt sich, wie von der Parteiführung erhofft und von McCarthy selbst zunächst zugesagt, auf die Untersuchung der Verschwendung öffentlicher Gelder zu konzentrieren, rückte McCarthy die angebliche kommunistische Unterwanderung der amerikanischen Gesellschaft ins Zentrum der Anhörungen. Handfeste Enthüllungen gab es dabei kaum: sofern die von Zeugen erhobenen Vorwürfe juristischen Belang besaßen, waren die eigentlich verantwortlichen Strafverfolgungsbehörden ihnen längst, teilweise schon vor Jahren, nachgegangen. Dennoch wurden eine ganze Reihe von VoA- und sonstigen IIA-Mitarbeitern infolge der Anhörungen versetzt oder ihnen wurde gekündigt. Ein VoA-Angestellter beging nach seiner Zeugenaussage Selbstmord.
Da während der VoA-Untersuchung ein Zeuge ausgesagt hatte, dass die Werke von nicht weniger als 75 kommunistischen Autoren zum Bestand von Bibliotheken des USIS gehörten, geriet nun auch die Arbeit der Information Centers im Ausland in McCarthys Schussfeld. Daraufhin gab Außenminister John Foster Dulles am 17. März 1953 die Anweisung aus: „Werke kommunistischer Autoren sind aus allen öffentlichen Bibliotheken und Information Centers des USIS zu entfernen“, wofür McCarthy ihn öffentlich lobte. Auch bei der Definition dessen, was ein „Kommunist“ sei, richtete man sich im Außenministerium nach den Richtlinien des Senators: Als Kommunist, dessen Bücher dem Bann unterliegen sollten, galt unter anderem auch jeder, der mit Hinweis auf den Fünften Verfassungszusatz die Aussage vor einem Kongressausschuss verweigert hatte.
Nach weiteren Untersuchungen in der Sache schickte McCarthy seine Mitarbeiter Roy Cohn und G. David Schine auf eine Inspektionsreise nach Europa, wo sie sich davon überzeugen sollten, dass die neuen, strikten Richtlinien des State Department inzwischen umgesetzt worden waren. Weil einer der zwangsgeladenen Zeugen McCarthy bei einer Ausschusssitzung vorgehalten hatte, er plane eine „Bücherverbrennung“ im Stile der Nazis, wurde diese Reise in verschiedenen Medien bald auch als „Bücherverbrennungsmission“ („book-burning mission“) bezeichnet. Sie führte zwischen dem 4. und dem 18. April 1953 in zehn europäische Städte (Paris, Bonn, Berlin, Frankfurt/Main, München, Wien, Belgrad, Athen, Rom, London) und entwickelte sich sehr schnell zu einem umfassenden PR-Desaster, wobei McCarthys Mitarbeiter insbesondere in europäischen Zeitungen und Zeitschriften häufig als jugendliche Rowdys dargestellt wurden. Cohn schrieb später in seinen Memoiren:

„Unwissentlich boten David Schine und ich McCarthys Feinden die Gelegenheit, die Mär zu verbreiten, dass ein Paar junger, unerfahrener Clowns durch Europa gedüst sei, dabei Beamte des State Department herumkommandiert und Bücher verbrannt habe, und dabei überall, wo sie aufgetaucht seien, Chaos verbreitet und die internationalen Beziehungen nachhaltig gestört hätten.“

Weil er in der Bibliothek des Frankfurter Amerika-Hauses auf die Kriminalromane Der Malteser Falke und Der dünne Mann von Dashiell Hammett (der sich zuvor vor McCarthys Unterausschuss auf den Fünften Verfassungszusatz berufen hatte) gestoßen war, konnte Cohn triumphierend erklären, die Dulles-Richtlinien seien offenbar noch nicht überall befolgt worden.

#### Konflikt mit dem Militär
Wenig später, im Herbst 1953, begann McCarthys Ausschuss, nach Kommunisten in den Streitkräften zu suchen. Zum Konflikt kam es beim Fall eines New Yorker Zahnarztes, der zum Major befördert und ehrenhaft aus der Armee entlassen worden war, obwohl er sich geweigert hatte, Angaben zu einer etwaigen Mitgliedschaft in subversiven Organisationen zu machen. Als der zuständige Brigadegeneral Ralph Zwicker am 18. Februar 1954 vor dem Ausschuss ausweichend antwortete, schrie McCarthy ihn an, er habe den „Verstand eines fünfjährigen Kindes“, seine Aussage sei „eine Schande für die Armee“. Der United States Secretary of the Army, Robert T. Stevens, verbot seinen Offizieren daraufhin, vor McCarthys Ausschuss zu erscheinen. Allerdings konnte er diese Anweisung nicht aufrechterhalten.
Die Armee begann nun, wie McCarthy selber glaubte, die Demütigung eines ihrer Mitarbeiter mit gleicher Münze heimzuzahlen. Anfang 1954 beschuldigte sie McCarthy und Cohn, unzulässigen Druck auszuüben, um die militärische Karriere ihres ehemaligen Mitarbeiters David Schine zu fördern. Im März 1954 erschien die Zeitschrift Time mit Cohn und Schine auf der Titelseite und der höhnischen Unterzeile: „The army got its orders“ – „Die Armee hat ihre Befehle“. McCarthy antwortete sofort mit einer Verschwörungstheorie: Er sei überzeugt, dass die Armee seinen ehemaligen Mitarbeiter als „Geisel“ festhalte, um die Enttarnung weiterer Kommunisten in ihren Reihen durch sein Komitee zu verhindern. Um die Sache aufzuklären, wurde ein Unterausschuss unter Vorsitz des republikanischen Senators Karl Mundt einberufen, der seine Arbeit am 22. März 1954 aufnahm. Lyndon B. Johnson, damals demokratischer Senator für Texas, sorgte dafür, dass die Anhörungen im Fernsehen übertragen wurden. Nachdem 32 Zeugen gehört worden waren, darunter auch McCarthy und Cohn, kam der Ausschuss zu dem Fazit, dass zwar nicht McCarthy, wohl aber sein engster Mitarbeiter Cohn „unangebracht nachdrückliche oder aggressive Anstrengungen“ unternommen habe, um Schines Karriere zu fördern.

Wichtiger noch als diese Teilniederlage war ein Wortwechsel am 9. Juni 1954 zwischen McCarthy und dem Anwalt Joseph Welch, der die Armee vertrat. McCarthy konterte Welchs Anwürfe mit dem Gegenvorwurf, in dessen Bostoner Kanzlei arbeite ein junger Mann, der Mitglied einer angeblich der CPUSA nahestehenden Juristenorganisation sei. Damit verstieß er gegen Absprachen, die vor der Anhörung gemacht worden waren, weshalb ihm Welch, spürbar empört von der Beiläufigkeit, mit der der Senator die Karriere eines Unbeteiligten ruinierte, das Wort abschnitt: 

„Wir wollen diesen Burschen nicht weiter ermorden. […] Sie haben schon genug getan. Haben Sie denn überhaupt keinen Sinn für Anstand, Sir? Ist bei Ihnen gar kein Sinn für Anstand mehr übrig?“

Diese Kritik an seiner persönlichen Integrität, die landesweit live im Fernsehen gesendet wurde, brachte McCarthy erstmals eine schlechte Presse ein. Sein öffentliches Bild eines zwar ruppigen, aber redlichen Kämpfers gegen die Subversion hatte erste Risse bekommen – die öffentliche Meinung begann sich gegen ihn zu richten.

#### „See It Now“
Der nächste Angriff erfolgte am 20. Oktober 1953, als das populäre Politmagazin See It Now des Fernsehjournalisten Edward R. Murrow über die Entlassung eines Leutnants der US Air Force berichtete, der beschuldigt wurde, Kommunist zu sein. Noch negativer war die Wirkung der Sendung von See It Now vom 9. März 1954, die fast ausschließlich aus Aufnahmen von McCarthy bestand, wie er seine üblichen Anschuldigungen verbreitete, demokratische Politiker des Hochverrats bezichtigte oder Zeugen in seinem Untersuchungsausschuss beschimpfte. Murrow fasste den Eindruck, den McCarthys Verhalten machte, damit zusammen, er ernähre sich hauptsächlich von „durch Immunität geschützten Untersuchungen und Halbwahrheiten“. McCarthy trat zwei Wochen später selbst in der Sendung auf, konnte den verheerenden Eindruck, den die Aufnahmen gemacht hatten, aber nicht korrigieren. Die Geschichte dieser ersten Demontage eines Politikers mit den Mitteln des Fernsehjournalismus wird in George Clooneys Film aus dem Jahr 2005 Good Night, and Good Luck erzählt.

#### McCarthy und Eisenhower
1954 verlor McCarthy auch die Unterstützung des Präsidenten. Weil die konspirationistischen Töne des Senators von weiten Teilen der Bevölkerung zunächst positiv aufgenommen worden waren, hatte ihn Eisenhower lange gewähren lassen, obwohl der Präsident McCarthys Weltsicht durchaus nicht teilte. Noch im Wahlkampf hatte er etwa eine Verteidigung General George C. Marshalls gegen McCarthys Verdächtigungen in eines seiner Redemanuskripte eingefügt, die Passage aber auf Bitten seiner Berater wieder gestrichen. 
Im Amt rückte Eisenhower mehr und mehr von ihm ab, allerdings ohne ihn je öffentlich zu kritisieren. Ursache für diese wachsende Distanz war, dass McCarthy weiter die Regierung scharf angriff, so, als ob die Republikaner noch immer in der Opposition seien. In seinem Tagebuch monierte Präsident Eisenhower keine drei Wochen nach seinem Amtsantritt, manchen Republikanern sei offenbar nur sehr schwer zu vermitteln, „dass sie jetzt bei dem Team mitspielen, dem das Weiße Haus angehört“.
Inhaltlich stimmte Eisenhower mit McCarthy nämlich überein: Er glaubte nämlich wie der Senator, im State Department wären seit 1933 mehrere „Sozialisten“ in Spitzenpositionen gelangt. Deswegen beauftragte er Außenminister Dulles im März 1953 mit einer Säuberung. Deshalb mahnte Eisenhower McCarthy in der Öffentlichkeit nur sehr vorsichtig zu Mäßigung. So erklärte er bei einer Pressekonferenz, der Kongress solle sein Recht, Untersuchungen von Subversion vorzunehmen, mit „Selbstbeschränkung“ nutzen und vor allem das fundamentale Prinzip der Unschuldsvermutung nicht beschädigen. Bedeutsam war jedoch seine Anordnung, McCarthys Ausschuss keinerlei Unterlagen von Exekutivorganen zur Verfügung zu stellen und solche auch nicht unter Eid aussagen zu lassen, da dabei Fragen der nationalen Sicherheit berührt werden könnten. Dadurch wurden die Untersuchungsmöglichkeiten stark eingeschränkt.
McCarthy dagegen setzte seinen Kurs gegen vermeintliche Kommunisten, ihre Unterstützer und Verharmloser fort. Aus Enttäuschung über die Handelspolitik gegenüber dem kommunistischen China variierte er 1953 seinen Wahlkampfslogan und sprach von „21 Jahren Hochverrat“, verdächtigte sogar Eisenhower selbst als „verkappten Kommunisten“ und begann damit eine direkte Konfrontation mit der Eisenhower-Regierung.

### Sturz
Kritik an McCarthys Vorgehen hatte es auch in seiner eigenen Partei schon seit Längerem gegeben. Senator Ralph Flanders etwa wird mit den Worten zitiert, McCarthys Antikommunismus weise auffällige Parallelen mit dem von Hitler auf.
Ende Juli 1954 beantragte Flanders im Senat, McCarthy wegen unpassenden Verhaltens zu rügen. Ein Unterausschuss unter Vorsitz von Senator Arthur Vivian Watkins wurde eingerichtet, um die 46 Vorwürfe zu untersuchen, die gegen McCarthy erhoben wurden. Johnson, mittlerweile Mehrheitsführer im Senat, sorgte dafür, dass der Ausschuss mehrheitlich mit Konservativen besetzt war, sodass er gegen den Vorwurf der Parteilichkeit gefeit war. Die meisten dieser Punkte erwiesen sich nicht als stichhaltig oder fanden keine Mehrheit unter den Ausschussmitgliedern. Übrig blieben zwei Punkte: McCarthy hatte sich 1952 gegenüber einem Unterausschuss des Senats unkooperativ gezeigt, und zweitens hatte er das Watkins-Komitee als „unwissentliche Magd“ der Kommunisten bezeichnet. Aufgrund der Ergebnisse dieser Überprüfung stimmte nach tagelanger Diskussion am 2. Dezember 1954 eine Mehrheit von 67 zu 22 für eine Rüge. Er blieb zwar bis zu seinem Tod Senator von Wisconsin, doch seine Machtstellung im Senat war gebrochen: Er musste den Vorsitz in seinem Ausschuss an den Demokraten John L. McClellan abgeben, der das Government Operations Committee bis 1972 leitete.

### Tod
Am 28. April 1957 wurde McCarthy in das National Naval Medical Center in Bethesda (Maryland) eingeliefert. Wie bereits bei anderen ähnlichen Gelegenheiten seit Sommer 1956, als der Senator sich in stationäre Behandlung hatte begeben müssen, erklärte seine Frau Jean auch diesmal gegenüber Reportern, Grund für den Krankenhausaufenthalt sei eine alte Knieverletzung. Joseph McCarthy starb am 2. Mai 1957 um 17:02 Uhr Ortszeit. Während im Totenschein als Todesursache „akute Hepatitis, Ursache unbekannt“ angegeben wurde, erklärten seine Ärzte (ohne weitere Details liefern zu wollen), McCarthy habe schon seit Wochen an einer „nichtinfektiösen“ Lebererkrankung gelitten. Medien wie das Nachrichtenmagazin Time meldeten daraufhin, der Senator sei an Leberzirrhose gestorben. Heute wird allgemein Alkoholismus als Ursache für McCarthys gesundheitliche Probleme und seinen Tod angenommen.

## Persönlichkeit
McCarthy galt als ein leidenschaftlicher Politiker von mitunter heftigem bis rücksichtslosem Wesen. Ihm wird nachgesagt, dass er gegenüber seinen politischen Gegnern ausgesprochen aggressiv werden konnte. Nach einer Voraufführung des Films Good Night, and Good Luck urteilte das Publikum einhellig, der Schauspieler, der den Senator spiele, habe stark übertrieben – obwohl der Film ausschließlich Originalaufnahmen von McCarthy zeigte. Mindestens einmal wurde McCarthy auch gewalttätig: in der Garderobe eines Washingtoner Clubs soll er einen Journalisten geohrfeigt haben, einer anderen Quelle zufolge trat er ihm in die Leisten.
Seine Kritiker und auch einige Historiker führen diesen Mangel an Selbstbeherrschung auf schwere Alkoholprobleme zurück. Dagegen behaupteten Unterstützer McCarthys, dass er zwar durchaus kein Blaukreuzler, aber auch kein Alkoholiker gewesen sei; seine Hepatitis sei vielmehr durch eine Infektion hervorgerufen worden.
Noch zu seinen Lebzeiten streuten seine Gegner das Gerücht aus, McCarthy und sein enger Mitarbeiter Roy Cohn seien homosexuell. Als eine Zeitung aus Las Vegas dies am 25. Oktober 1952 kolportierte, verzichtete der Senator auf eine Verleumdungsklage und heiratete seine Sekretärin Jeannie Kerr. Später adoptierte das bis dahin kinderlose Paar einen Säugling aus einem New Yorker Waisenhaus. Auf Roy Cohn trafen die Unterstellungen zu: Er war ein „closet homosexual“, dessen sexuelle Orientierung in seinem Umkreis über Jahrzehnte hinweg ein offenes Geheimnis war; einer breiten Öffentlichkeit wurde dies erst bekannt, als Cohn 1986 an AIDS starb.

## McCarthy und derMcCarthyismus
Joseph McCarthy wurde zur Symbolfigur für das antikommunistisch aufgeheizte Klima des ersten Nachkriegsjahrzehnts. Für die so genannte „Second Red Scare“, die „zweite Rote Panik“ – nach der ersten in den Jahren nach der Oktoberrevolution – werden auch die Begriffe McCarthy-Ära oder McCarthyismus verwendet. Dieser tauchte erstmals am 29. März 1950 in einer Karikatur der Washington Post auf. Sie zeigt Robert A. Taft und andere führende republikanische Politiker, die einen Elefanten, das Symbol ihrer Partei, zu einem wackligen Turm aus Schmutzkübeln lotsen, deren oberster die Aufschrift „McCarthyism“ trägt. Die Überschrift gibt die ängstlichen Worte des Elefanten wieder: „Meint ihr wirklich, ich soll da oben drauf stehen?“ McCarthy übernahm diesen ursprünglich kritisch gemeinten Begriff und wendete ihn ins Positive: „McCarthyism is Americanism with its sleeves rolled“.
Die Politik des Senators war typisch für die Verfolgung angeblicher und tatsächlicher Kommunisten in den USA der frühen fünfziger Jahre. In dieser frühen Ära des Kalten Krieges dominierte eine verschwörungstheoretische, manichäische Sicht auf den Kommunismus, die im Ostblock das schlechthin Böse sah, das die Werte und den Lebensstil Amerikas zu vernichten trachtete. McCarthy kann insofern als gutes Beispiel dafür gelten, was Richard Hofstadter 1964 in einem viel zitierten Essay als „den paranoiden Stil in der amerikanischen Politik“ bezeichnete. Aus dieser Perspektive heraus schienen ihm rechtsstaatliche Prinzipien als verzichtbarer Luxus.
Gleichwohl war er nicht der Urheber dieser Verfolgung. Öffentliche Äußerungen über eine angebliche Unterwanderung des Außenministeriums gab es bereits 1947. Auch setzten die konkreten Verfolgungen bereits Jahre vor McCarthys politischem Kreuzzug ein: Spätestens als im November 1947 zehn Filmschaffende zu Haftstrafen verurteilt wurden, weil sie vor dem Ausschuss für unamerikanische Umtriebe des Repräsentantenhauses auf ihren verfassungsgemäßen Rechten der Meinungsfreiheit und der Aussageverweigerung bestanden, war klar, dass der Wind sich gesellschaftspolitisch gedreht hatte: Galt in den langen Jahren der Großen Depression der Kapitalismus bei vielen Intellektuellen noch als offenkundig gescheitert und der Sozialismus als humanere Alternative, stand seit Beginn des Kalten Krieges grundsätzlich alles Linke bis in den linksliberalen Flügel der Demokraten unter dem Generalverdacht der Subversion und der Spionage. Die Verfolgungen, mit denen sich der amerikanische Staat dagegen zu wehren suchte, etwa die spektakulären Prozesse gegen Alger Hiss oder Ethel und Julius Rosenberg, waren ebenfalls nicht auf die Initiative McCarthys zurückzuführen. Trotzdem ist die antikommunistische Verfolgung, die vom GOC, vom HUAC und nicht zuletzt vom FBI betrieben wurde, untrennbar mit seinem Namen verbunden. Die Historikerin Ellen Schrecker meint daher:

„Der McCarthyismus überdauerte McCarthy genauso, wie er ihm vorausgegangen war. […] Obwohl er in vielerlei Hinsicht mehr Geschöpf als Schöpfer des antikommunistischen Kreuzzugs war, hat McCarthy diesen doch mit angeheizt. Daher mag es auch nicht ganz irreführend sein, dass er nach ihm benannt ist.“

Der Historiker George F. Kennan sah im Rückblick auf den McCarthyismus Grund zu ganz grundsätzlichen Zweifeln an der inneren und äußeren Verfasstheit der Vereinigten Staaten: 

„Es kam mir so vor, als ob ein politisches System und eine öffentliche Meinung, die durch diese Art von Problem in einer Epoche so leicht zu desorientieren waren, in einer anderen Zeit für ähnliche Dinge nicht weniger anfällig sein würden.“

## Kontroverse
McCarthy war zu seinen Lebzeiten Gegenstand erbitterter Kontroversen und ist es bis heute. 2003 veröffentlichte die rechtskonservative Publizistin Ann Coulter ihr Buch Treason: Liberal Treachery from the Cold War to the War on Terrorism (zu Deutsch etwa: Hochverrat: Liberale Treulosigkeit vom Kalten Krieg bis zum Krieg gegen den Terror). Darin verteidigt sie den von ihr bewunderten McCarthy, da der KGB, wie man spätestens seit der Entzifferung der Telegramme seiner Agenten in den USA durch das VENONA-Projekt wisse, tatsächlich über 350 Spione in den USA gehabt habe, die wie Harry Dexter White bis in höhere Ämter des Finanzministeriums aufgestiegen seien. Daher habe das Land davon profitiert, dass McCarthy es zu einer „Schande“ gemacht habe, ein Kommunist zu sein. Das Board of Education von Texas revidierte 2010 den Lehrplan und verlangte nun zu unterrichten, dass McCarthys Behauptungen von der aktuellen Forschung „im Wesentlichen bestätigt“ worden wären.
Dem wird entgegengehalten, dass Coulter gar kein Interesse an historischer Wahrheit habe; sie benutze die Geschichte nur dazu, die Neokonservativen und die erneute Einschränkung von Bürgerrechten, etwa durch den USA PATRIOT Act, zu rechtfertigen (Liberaler ist in der amerikanischen Öffentlichkeit ein seit der Nixonzeit auf wirksame Weise abwertend gebrauchter Begriff für die Vertreter jeder nichtrevolutionären politischen Position links der Mitte). Zwar habe es durchaus sowjetische Spione in den USA gegeben, doch McCarthys Hexenjagd habe sich eben nicht gegen KGB-Agenten, sondern gegen die weit harmlosere CPUSA und deren angebliche Sympathisanten gerichtet. So sei es McCarthy nicht gelungen, auch nur einen einzigen kommunistischen Spion innerhalb der USA zu identifizieren. Die Historikerin Jill Lepore spricht daher vom „Irrsinn seiner Verschwörungstheorien“.
Die Historikerin Landon R.Y. Storrs nimmt eine vermittelnde Position ein: Zwar habe es durchaus sowjetische Spione in den USA gegeben, die eine reale Bedrohung dargestellt hätten, doch die Unterdrückung im Namen von deren Aufdeckung sei ebenfalls real gewesen.

## Filme
- Die McCarthy-Ära. Zweiteiliger Dokumentarfilm (Frankreich, 2020)
- The Real American – Joseph McCarthy[63][64] D 2011, Buch: Lutz Hachmeister, Simone Höller; Regie: Lutz Hachmeister[65]
- Good Night, and Good Luck USA 2005, von und mit George Clooney

Der berühmte Fernsehmoderator und Journalist Edward Murrow stemmt sich mit seiner Redaktion mutig und öffentlich gegen die Verleumdungen und Propaganda McCarthys.
- Citizen Cohn USA 1992, Regie: Frank Pierson

TV-Dramatisierung des Lebens von McCarthys engstem Mitarbeiter Roy Cohn, basierend auf der gleichnamigen Biographie des Journalisten Nicholas von Hoffman. McCarthy wird von Joe Don Baker dargestellt, Cohn von James Woods.
Doku-Drama
- Insignificance – Die Verflixte Nacht GB 1985, Regie: Nicolas Roeg, Drehbuch: Terry Johnson

Fiktive Dokukomödie nach einem Theaterstück von Terry Johnson über ein rein hypothetisches Zusammentreffen McCarthys mit Albert Einstein, Marilyn Monroe und dem Baseballstar Joe DiMaggio. Mit Tony Curtis als McCarthy und Theresa Russell als Marilyn Monroe.
- Tail Gunner Joe USA 1977, Regie: Jud Taylor

TV-Biopic über McCarthy.
- McCarthy – Death of a Witch Hunter USA 1975, Regie: Emile de Antonio

Doku über die McCarthy-Ära.
- Der Senator Bundesrepublik Deutschland 1968, Regie: Günter Gräwert, Drehbuch: Maria Matray und Answald Krüger

Fernsehfilm mit Siegfried Wischnewski als McCarthy.